# Roccacannuccia
Roccacannuccia is een plaats (frazione) in de Italiaanse gemeente Nardò.